# Scott Glacier (glaciär i Antarktis, lat -66,01, long 100,14)
Scott Glacier är en glaciär i Antarktis. Den ligger i Östantarktis. Australien gör anspråk på området. Scott Glacier ligger 38 meter över havet.
Terrängen runt Scott Glacier är platt. Trakten är obefolkad. Det finns inga samhällen i närheten.